# Magnus Andersson (Fußballspieler, 1958)

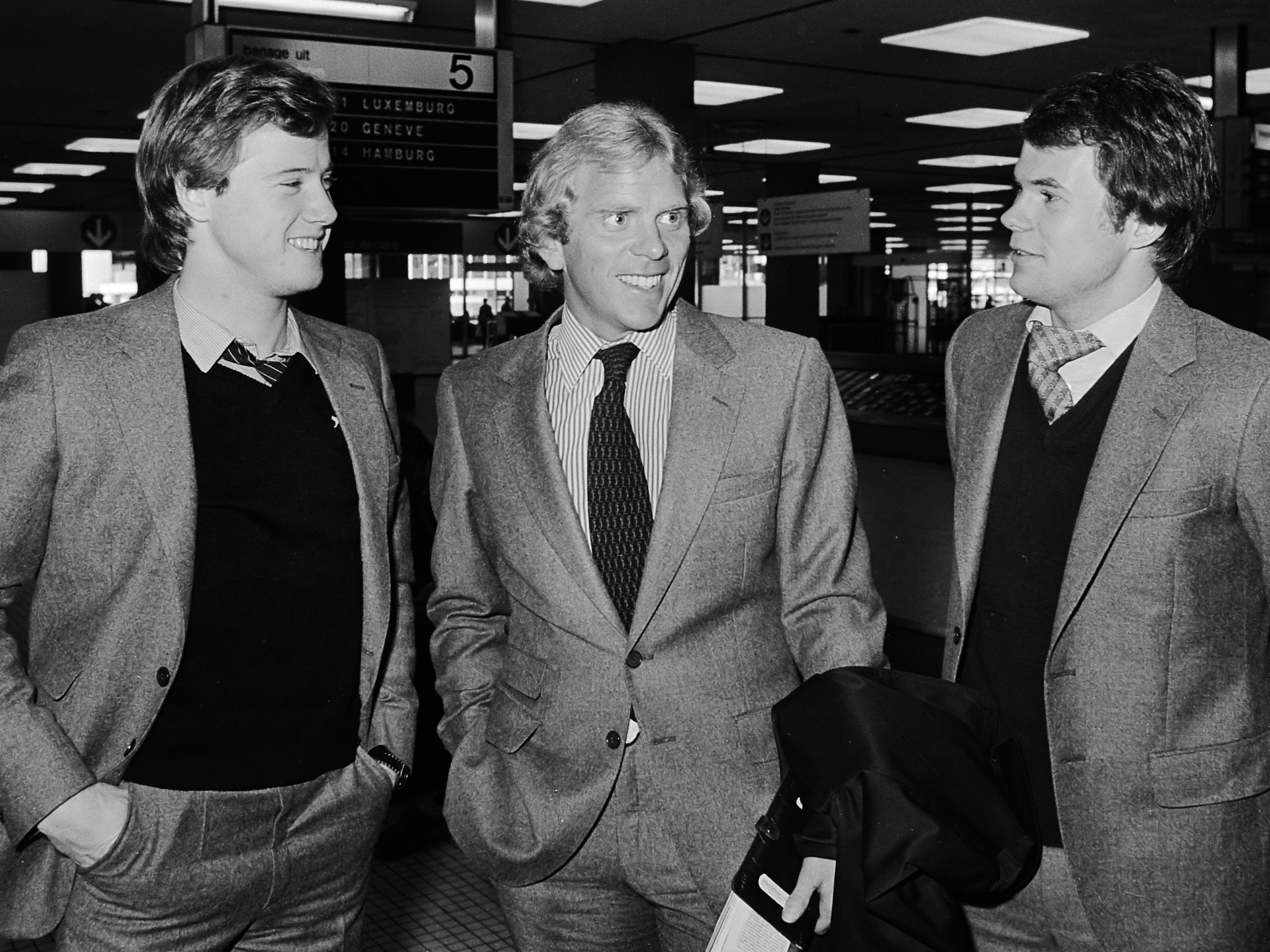
Magnus Andersson, rechts

Magnus Andersson (* 23. April 1958) ist ein ehemaliger schwedischer Fußballspieler.

## Laufbahn
Andersson spielte in den 1970er und 1980er Jahren bei Malmö FF. Größter Erfolg neben mehreren Meisterschaften und Pokalsiegen war das Erreichen des Endspiels um den Europapokal der Landesmeister 1978/79, das mit 0:1 gegen Nottingham Forest verloren wurde.
Andersson war schwedischer Nationalspieler. Er nahm mit der Landesauswahl an der Weltmeisterschaft 1978 teil, die für die Mannschaft enttäuschend verlief und bereits nach der ersten Gruppenphase beendet war. 
| Personendaten    | Personendaten               |
| ---------------- | --------------------------- |
| NAME             | Andersson, Magnus           |
| KURZBESCHREIBUNG | schwedischer Fußballspieler |
| GEBURTSDATUM     | 23. April 1958              |